# Hyboscolex pacificus
Hyboscolex pacificus är en ringmaskart som först beskrevs av Moore 1909.  Hyboscolex pacificus ingår i släktet Hyboscolex och familjen Scalibregmatidae. Inga underarter finns listade i Catalogue of Life.